# María de León Bello y Delgado

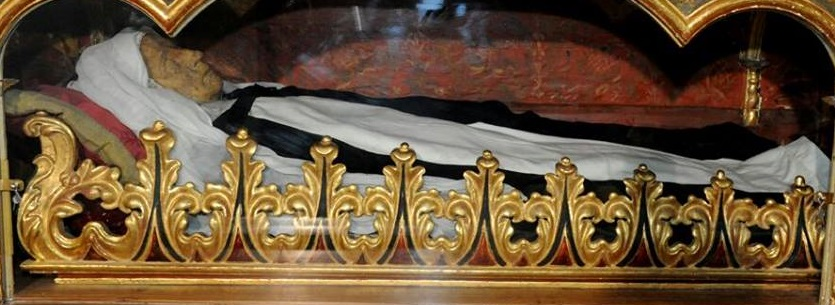
Der unverwesliche Leichnam Sr. Marías im Kloster der hl. Katharina von Siena

María de León y Delgado, Ordensname María de Jesús, (* 23. März 1643 in El Sauzal, Teneriffa, Spanien; † 15. Februar 1731 in San Cristóbal de La Laguna, Teneriffa) war eine Dominikanerin und Mystikerin. Sie ist auf den Kanarischen Inseln besser bekannt als La Siervita.

## Leben
María de León wuchs in einer armen Familie auf. Ihre Mutter ließ sie von einer wohlhabenden spanischen Familie vom Festland adoptieren, damit sie ein besseres Leben habe. Als aber die Adoptivfamilie beabsichtigte, mit ihr nach Amerika auszuwandern, gab die leibliche Mutter das Kind in die Obhut des Onkels. Die erste mystische Erfahrung hatte sie in ihrer Jugend, als eine Statue des Jesuskindes in der Sankt Peterskirche in El Sauzal ihr die Kirchentür öffnete, um sie zu empfangen.
Maria trat im Jahr 1668 im Kloster der hl. Katharina von Siena in der Stadt San Cristóbal de La Laguna bei den Dominikanerinnen ein, wo sie den Ordensnamen María de Jesús annahm. Hier lebte sie ein Leben des Gebetes, der Enthaltsamkeit und der Buße.

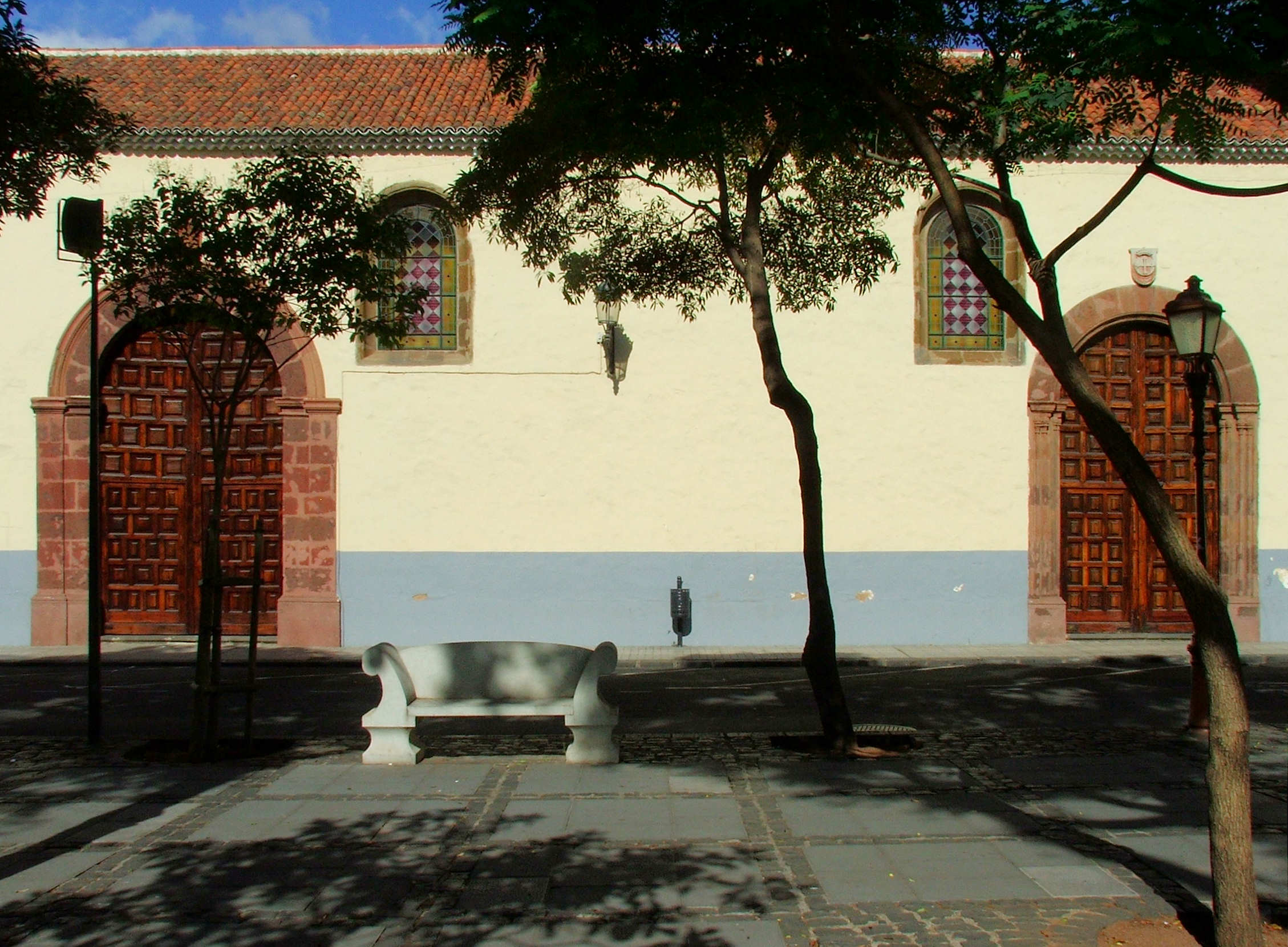
Das Kloster der hl. Katharina von Siena in San Cristóbal de La Laguna

María de León Bello y Delgado starb am 15. Februar 1731 im Kloster. Es wird berichtet, vor ihrem Tod sei sie in Ekstase gefallen, ihre Pupillen seien klar geblieben und der Puls sei noch 24 Stunden fühlbar gewesen. Unter ihrem Herzen war das Stigma der Seitenwunde Christi zu sehen. Drei Jahre nach ihrem Tod wurde ihr Leichnam exhumiert, weil der Reeder Amaro Pargo einen Holzsarg spenden wollte. Ihr Körper wurde nahezu unversehrt gefunden und strömte nach den zeitgenössischen Berichten einen Duft von Jasmin aus. Seitdem werden jedes Jahr am 15. Februar (dem Jahrestag ihres Todes) ihre Reliquien in einem gläsernen Ganzkörperreliquar gezeigt. Tausende Gläubige aus verschiedenen Teilen Spaniens kommen zu dieser Feier. Der Seligsprechungsprozess Marías de León y Delgado wurde eröffnet.